# 达米安·威尔金斯
达米安·威尔金斯（1963年生于下哈特，新西兰）是一位新西兰小说家、短篇故事作家和诗人。他现任惠灵顿维多利亚大学国际现代文学学院（International Institute of Modern Letters）主任。

## 生平
威尔金斯于1984年毕业于惠灵顿维多利亚大学。1988年担任惠灵顿维多利亚大学出版社助理编辑。后获圣路易斯华盛顿大学艺术硕士学位（MFA）。自1992年起，他在新西兰惠灵顿从事写作教学工作。其指导过的知名博士生包括Pip Adam、Michalia Arathimos、以及Gigi Fenster。
2014年起，他担任惠灵顿维多利亚大学国际现代文学学院主任。并曾在《体育》杂志上发表作品。
他还是一名歌手兼词曲作者，通过其音乐项目"The Close Readers"发布歌曲。1980年代曾参与乐队"The Jonahs"。

## 奖项
- 1989年 海涅曼·里德小说奖
- 1992年 怀汀奖
- 1994年 新西兰图书奖小说类
- 2013年 新西兰艺术基金会桂冠奖[9]
- 2020年青年成人小说奖，新西兰儿童与青年成人图书奖[10]

## 作品

### 小说
- . 新西兰惠灵顿: 维多利亚大学出版社.
  - . 纽约: 哈考特布雷斯公司. 1993. ISBN 978-0-15-160523-1.
- 《小大师》 新西兰惠灵顿：维多利亚大学出版社，1996
  - . 纽约: 亨利·霍尔特出版社. 1997. ISBN 978-0-8050-4951-0.
- 《灰烬下的十九位寡妇》。新西兰惠灵顿：维多利亚大学出版社，2000。ISBN 9780864733955。
- . 格兰塔出版社. 2002. ISBN 978-1-86207-549-8.
- 《晕厥者》。新西兰惠灵顿：维多利亚大学出版社，2006。ISBN 9780864735300。
- 《有人爱我们所有人》。新西兰惠灵顿：维多利亚大学出版社，2009。ISBN 9780864736161。
- 《马克斯门》。新西兰惠灵顿：维多利亚大学出版社，2013。ISBN 9780864738998。
- 《父亲艺术》。新西兰惠灵顿：维多利亚大学出版社，2016。ISBN 9781776560561。
- 《举重》。新西兰惠灵顿：维多利亚大学出版社，2017。ISBN 9781776561025。
- 《渴望》。新西兰奥克兰：梅西大学出版社，2020。ISBN 978-0-9951229-4-9
- 《谵妄》，新西兰惠灵顿：Te Herenga Waka大学出版社，2024。ISBN 9781776922086

### 短篇小说
- . 新西兰奥克兰: 海涅曼·里德出版社. 1990. ISBN 978-0-7900-0124-1.
- . 维多利亚大学出版社. 2008. ISBN 978-0-86473-559-1.

### 诗歌
- . 新西兰惠灵顿: 维多利亚大学出版社. 1993. ISBN 978-0-86473-253-8.

### 选集
- 珍妮·伯恩霍尔特; 格雷戈里·奥布莱恩; 马克·威廉姆斯 (编). . 牛津大学出版社新西兰分社. 1997. ISBN 978-0-19-558338-0.

### 戏剧与剧本
- 《杜根》。电视剧本。[11]
- 《幸福内部指南》。电视剧本。[11]
- 《饮酒游戏》。舞台剧本。[11]

### 编辑作品
- 《伟大体育时刻：Sport杂志精选1988-2004》，维多利亚大学出版社，2005。

## 音乐专辑
- 《集体拥抱》（奥斯汀，2011）
- 《热线开通》（奥斯汀，2014）